# María Margarita Zuleta González
María Margarita Zuleta González (Bogotá, 1958) conocida como Paca Zuleta, es una abogada contractualista, académica, educadora y analista política colombiana. En el sector académico se ha destacado por su trabajo con su alma mater la Universidad de los Andes, mientras que en el sector público por su participación como viceministra de justicia y zar anticorrupción durante el Gobierno de Álvaro Uribe, y primera directora de Colombia Compra Eficiente durante el gobierno de Juan Manuel Santos.

## Trayectoria
Zuleta es graduada de la Universidad de los Andes, en donde también ha sido docente y directora de una influyente escuela política. En sus inicios trabajó para Acerías Paz del Río y luego para el bufete jurídico Brigard & Urrutia, del cual es socia, y del Shearman&Sterling de Nueva York, donde se hizo discípula del diplomático Carlos Urrutia Valenzuela.
En Colombia ocupó el cargo de viceministra de justicia durante un año de la presidencia de Álvaro Uribe Vélez, hasta que renunció por diferencias con el ministro Fernando Londoño. Luego se hizo cercana al movimiento disidente del exministro Rafael Pardo, lanzando su nombre al concejo de Bogotá sin éxito. Regresó al gobierno Uribe como Zarina Anticorrupción por nombramiento del vicepresidente Francisco Santos Calderón.
Alejada del gobierno, se convirtió en vicepresidenta jurídica de la multinacional minera Glencore de 2005 a 2012, cuando regresó al gobierno colombiano de la mano de Urrutia (nombrado embajador en Washington), ya que el presidente Juan Manuel Santos la nombró como directora del departamento de compras públicas colombiano Agencia Nacional de Contratación Pública – Colombia Compra Eficiente, hasta el 2017.
Zuleta lideró la migración a los sistemas electrónicos de la contratación en Colombia con los sistemas SECOP I, SECOP II y Tienda Virtual del Estado Colombiano. En la actualidad sigue vinculada a la academia y es consultora política y electoral de Noticias Caracol, del canal Caracol.

## Familia

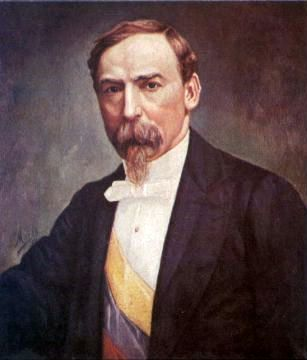
Su trastatarabuelo, el expresidente colombiano Carlos Holguín.

María Margarita Zuleta es miembro de la aristocracia bogotana, siendo hijo del político conservador y exgobernador de Cundinamarca, Hernando Zuleta Holguín y Ana María González Carreño, con 5 hermanos: Rodrigo, María Jose, Pablo, Hernando y Antonio Zuleta González. No debe confundirse su familia con la dinastía musical de los Zuleta, de la costa atlántica colombiana.
Su padre era sobrino del diplomático y exministro español de ascendencia colombiana Eduardo Zuleta Ángel, y de quien es nieto el periodista Felipe Zuleta Lleras (su primo segundo), nieto a su vez del expresidente de Colombia, Alberto Lleras Camargo, consuegro de Zuleta Ángel. Por otro lado, su padre era tataranieto del expresidente de Colombia, Carlos Holguín Mallarino y sobrino tataranieto del también expresidente Jorge Holguín Mallarino.
Carlos era cuñado del también expresidente Miguel Antonio Caro, quien era hijo del cofundador del Partido Conservador Colombiano, José Eusebio Caro. Ese parentesco con los Holguín convierte a "Paca" en pariente lejana de María Ángela Holguín y de Clara López Obregón (nietas de Jorge Holguín), de Sergio Jaramillo (sobrino bisnieto de Carlos Holguín y bisnieto de Miguel Antonio Caro), y un sinnúmero de políticos de ambos partidos asociados al poder.